# Hòn Anh
Hòn Anh (of Hòn Trứng Lớn) is een eiland in de archipel Côn Đảo, een archipel in de Zuid-Chinese Zee. Het eiland behoort tot de provincie Bà Rịa-Vũng Tàu, een van de provincies van Vietnam. Het heeft een oppervlakte van minder dan 0,1 km².